# Nodo Pratt
Il nodo Pratt (detto anche nodo Shelby o nodo Pratt-Shelby) indica un particolare metodo per annodare la cravatta, derivato dal nodo Nicky.

## Storia
Il nodo venne inventato da Jerry Pratt,  un dipendente della camera di commercio degli Stati Uniti d'America, negli anni '80 del XX secolo. Pratt utilizzò il suo nodo per una ventina di anni prima che Don Shelby, un personaggio televisivo, lo utilizzasse in televisione e lo rendesse famoso. La stampa, successivamente (ed erroneamente), attribuì l'invenzione del nodo a Shelby, che lo diffuse al pubblico tramite una emittente televisiva locale.

## Caratteristiche
Il nodo Pratt non necessita molti passaggi e si adatta perciò bene a cravatte non particolarmente lunghe. A differenza del nodo four-in-hand, che è simile, il metodo Pratt produce un nodo simmetrico.